# Lelabu
Lelabu is een bestuurslaag in het regentschap Aceh Tengah van de provincie Atjeh, Indonesië. Lelabu telt 414 inwoners (volkstelling 2010).